# رهبران حزبی سنای ایالات متحده آمریکا
رهبران اکثریت و اقلیت سنا دو سناتور ایالات متحده‌اند که توسط کنفرانسهای حزبی که به ترتیب اکثریت و اقلیت را دارند برگزار می‌شوند. این رهبران به عنوان سخنگویان ارشد حزبشان عمل می‌کنند و برنامه قانونگذاری و اجرایی سنا را تنظیم می‌کنند.

## فهرست رهبران حزبی
حزب دمکرات نخستین بار در سال ۱۹۲۰ یک رهبر حزبی برگزید. حزب جمهوریخواه نخستین بار رسماً در سال ۱۹۲۵ یک رهبر برای خود تعیین کرد.
| دوره کنگره       | تاریخ                           | ویپ دمکرات         | رهبر دمکرات           | حزب در اکثریت         | رهبر جمهوریخواه               | ویپ جمهوریخواه               |
| ---------------- | ------------------------------- | ------------------ | --------------------- | --------------------- | ----------------------------- | ---------------------------- |
| شصت و سومین      | ۲۸ مه ۱۹۱۳ – ۴ مارس ۱۹۱۵        | جی. همیلتون لوئیس  | None                  | اکثریت ← دمکرات       | None                          | None                         |
| شصت و چهارمین    | ۴ مارس ۱۹۱۵ – ۶ دسامبر ۱۹۱۵     | جی. همیلتون لوئیس  | None                  | اکثریت ← دمکرات       | None                          | None                         |
| شصت و چهارمین    | ۶ دسامبر ۱۹۱۵ – ۱۳ دسامبر ۱۹۱۵  | جی. همیلتون لوئیس  | None                  | اکثریت ← دمکرات       | None                          | جیمز دبلیو. ویدس‌وورس، جونیور |
| شصت و چهارمین    | ۱۳ دسامبر ۱۹۱۵ – ۴ مارس ۱۹۱۷    | جی. همیلتون لوئیس  | None                  | اکثریت ← دمکرات       | None                          | چارلز کورتیس                 |
| شصت و پنجمین     | ۴ مارس ۱۹۱۷ – ۴ مارس ۱۹۱۹       | جی. همیلتون لوئیس  | None                  | اکثریت ← دمکرات       | None                          | چارلز کورتیس                 |
| شصت و ششمین      | ۴ مارس ۱۹۱۹ – ۲۷ آوریل ۱۹۲۰     | پیتر جی. جری       | None                  | اکثریت جمهوریخواه→    | هنری کابوت لاج Unofficial     | چارلز کورتیس                 |
| شصت و ششمین      | ۲۷ آوریل ۱۹۲۰ – ۴ مارس ۱۹۲۱     | پیتر جی. جری       | اسکار آندروود         | اکثریت جمهوریخواه→    | هنری کابوت لاج Unofficial     | چارلز کورتیس                 |
| شصت و هفتمین     | ۴ مارس ۱۹۲۱ – ۴ مارس ۱۹۲۳       | پیتر جی. جری       | اسکار آندروود         | اکثریت جمهوریخواه→    | هنری کابوت لاج Unofficial     | چارلز کورتیس                 |
| شصت و هشتمین     | ۴ مارس ۱۹۲۳ – ۳ دسامبر ۱۹۲۳     | پیتر جی. جری       | اسکار آندروود         | اکثریت جمهوریخواه→    | هنری کابوت لاج Unofficial     | چارلز کورتیس                 |
| شصت و هشتمین     | ۳ دسامبر ۱۹۲۳ – ۹ نوامبر ۱۹۲۴   | پیتر جی. جری       | جوزف تیلور رابینسون   | اکثریت جمهوریخواه→    | هنری کابوت لاج Unofficial     | چارلز کورتیس                 |
| شصت و هشتمین     | ۹ نوامبر ۱۹۲۴ – ۴ مارس ۱۹۲۵     | پیتر جی. جری       | جوزف تیلور رابینسون   | اکثریت جمهوریخواه→    | چارلز کورتیس Acting           | وسلی ال. جونز Acting         |
| شصت و نهمین      | ۴ مارس ۱۹۲۵ – ۴ مارس ۱۹۲۷       | پیتر جی. جری       | جوزف تیلور رابینسون   | اکثریت جمهوریخواه→    | چارلز کورتیس                  | وسلی ال. جونز                |
| هفتادمین         | ۴ مارس ۱۹۲۷ – ۴ مارس ۱۹۲۹       | پیتر جی. جری       | جوزف تیلور رابینسون   | اکثریت جمهوریخواه→    | چارلز کورتیس                  | وسلی ال. جونز                |
| هفتاد و یکمین    | ۴ مارس ۱۹۲۹ – ۴ مارس ۱۹۳۱       | موریس شپرد         | جوزف تیلور رابینسون   | اکثریت جمهوریخواه→    | جیمز الی واتسون               | سیمئون دی. فس                |
| هفتاد و دومین    | ۴ مارس ۱۹۳۱ – ۴ مارس ۱۹۳۳       | موریس شپرد         | جوزف تیلور رابینسون   | اکثریت جمهوریخواه→    | جیمز الی واتسون               | سیمئون دی. فس                |
| هفتاد و سومین    | ۴ مارس ۱۹۳۳ – ۳ ژانویه ۱۹۳۵     | جی. همیلتون لوئیس  | جوزف تیلور رابینسون   | اکثریت ← دمکرات       | چارلز ال. مک‌ناری              | فلیکس هبرت                   |
| هفتاد و چهارمین  | ۳ ژانویه ۱۹۳۵ – ۳ ژانویه ۱۹۳۷   | جی. همیلتون لوئیس  | جوزف تیلور رابینسون   | اکثریت ← دمکرات       | چارلز ال. مک‌ناری              | None                         |
| هفتاد و پنجمین   | ۳ ژانویه ۱۹۳۷ – ۱۴ ژوئیه ۱۹۳۷   | جی. همیلتون لوئیس  | جوزف تیلور رابینسون   | اکثریت ← دمکرات       | چارلز ال. مک‌ناری              | None                         |
| هفتاد و پنجمین   | ۲۲ ژوئیه ۱۹۳۷ – ۳ ژانویه ۱۹۳۹   | جی. همیلتون لوئیس  | آلبن دابلیو. بارکلی   | اکثریت ← دمکرات       | چارلز ال. مک‌ناری              | None                         |
| هفتاد و ششمین    | ۳ ژانویه ۱۹۳۹ – ۹ آوریل ۱۹۳۹    | جی. همیلتون لوئیس  | آلبن دابلیو. بارکلی   | اکثریت ← دمکرات       | چارلز ال. مک‌ناری              | None                         |
| هفتاد و ششمین    | ۹ آوریل ۱۹۳۹ – ۳ ژانویه ۱۹۴۰    | شرمن مینتون        | آلبن دابلیو. بارکلی   | اکثریت ← دمکرات       | چارلز ال. مک‌ناری              | None                         |
| هفتاد و ششمین    | ۳ ژانویه ۱۹۴۰ – ۳ ژانویه ۱۹۴۱   | شرمن مینتون        | آلبن دابلیو. بارکلی   | اکثریت ← دمکرات       | وارن آستین Acting             | None                         |
| هفتاد و هفتمین   | ۳ ژانویه ۱۹۴۱ – ۳ ژانویه ۱۹۴۳   | جی. لیستر هیل      | آلبن دابلیو. بارکلی   | اکثریت ← دمکرات       | چارلز ال. مک‌ناری              | None                         |
| هفتاد و هشتمین   | ۳ ژانویه ۱۹۴۳ – ۲۵ فوریه ۱۹۴۴   | جی. لیستر هیل      | آلبن دابلیو. بارکلی   | اکثریت ← دمکرات       | چارلز ال. مک‌ناری              | کنت اس. وری                  |
| هفتاد و هشتمین   | ۲۵ فوریه ۱۹۴۴ – ۳ ژانویه ۱۹۴۵   | جی. لیستر هیل      | آلبن دابلیو. بارکلی   | اکثریت ← دمکرات       | والاس اچ. وایت، جونیور Acting | کنت اس. وری                  |
| هفتاد و نهمین    | ۳ ژانویه ۱۹۴۵ – ۳ ژانویه ۱۹۴۷   | جی. لیستر هیل      | آلبن دابلیو. بارکلی   | اکثریت ← دمکرات       | والاس اچ. وایت، جونیور        | کنت اس. وری                  |
| هشتادمین         | ۳ ژانویه ۱۹۴۷ – ۳ ژانویه ۱۹۴۹   | اسکات دبلیو. لوکاس | آلبن دابلیو. بارکلی   | اکثریت جمهوریخواه→    | والاس اچ. وایت، جونیور        | کنت اس. وری                  |
| هشتاد و یکمین    | ۳ ژانویه ۱۹۴۹ – ۳ ژانویه ۱۹۵۱   | فرانسیس جی. مایرز  | اسکات دبلیو. لوکاس    | اکثریت ← دمکرات       | کنت اس. وری                   | لورت سالتونستال              |
| هشتاد و دومین    | ۳ ژانویه ۱۹۵۱ – ۳ ژانویه ۱۹۵۲   | لیندون بی. جانسون  | ارنست دبلیو. مک‌فارلند | اکثریت ← دمکرات       | کنت اس. وری                   | لورت سالتونستال              |
| هشتاد و دومین    | ۳ ژانویه ۱۹۵۲ – ۳ ژانویه ۱۹۵۳   | لیندون بی. جانسون  | ارنست دبلیو. مک‌فارلند | اکثریت ← دمکرات       | استایلز بریجز                 | لورت سالتونستال              |
| هشتاد و سومین    | ۳ ژانویه ۱۹۵۳ – ۳۱ ژوئیه ۱۹۵۳   | ارل سی. کلمنتس     | لیندون بی. جانسون     | اکثریت جمهوریخواه→    | رابرت تفت                     | لورت سالتونستال              |
| هشتاد و سومین    | ۳ اوت ۱۹۵۳ – ۳ ژانویه ۱۹۵۵      | ارل سی. کلمنتس     | لیندون بی. جانسون     | اکثریت جمهوریخواه→    | ویلیام اف. نولند              | لورت سالتونستال              |
| هشتاد و چهارمین  | ۳ ژانویه ۱۹۵۵ – ۳ ژانویه ۱۹۵۷   | ارل سی. کلمنتس     | لیندون بی. جانسون     | اکثریت ← دمکرات       | ویلیام اف. نولند              | لورت سالتونستال              |
| هشتاد و پنجمین   | ۳ ژانویه ۱۹۵۷ – ۳ ژانویه ۱۹۵۹   | مایک منزفیلد       | لیندون بی. جانسون     | اکثریت ← دمکرات       | ویلیام اف. نولند              | اورت دیرکسن                  |
| هشتاد و ششمین    | ۳ ژانویه ۱۹۵۹ – ۳ ژانویه ۱۹۶۱   | مایک منزفیلد       | لیندون بی. جانسون     | اکثریت ← دمکرات       | اورت دیرکسن                   | تام کوچل                     |
| هشتاد و هفتمین   | ۳ ژانویه ۱۹۶۱ – ۳ ژانویه ۱۹۶۳   | هیوبرت هامفری      | مایک منزفیلد          | اکثریت ← دمکرات       | اورت دیرکسن                   | تام کوچل                     |
| هشتاد و هشتمین   | ۳ ژانویه ۱۹۶۳ – ۳ ژانویه ۱۹۶۵   | هیوبرت هامفری      | مایک منزفیلد          | اکثریت ← دمکرات       | اورت دیرکسن                   | تام کوچل                     |
| هشتاد و نهمین    | ۳ ژانویه ۱۹۶۵ – ۳ ژانویه ۱۹۶۷   | راسل بی. لانگ      | مایک منزفیلد          | اکثریت ← دمکرات       | اورت دیرکسن                   | تام کوچل                     |
| نودمین           | ۳ ژانویه ۱۹۶۷ – ۳ ژانویه ۱۹۶۹   | راسل بی. لانگ      | مایک منزفیلد          | اکثریت ← دمکرات       | اورت دیرکسن                   | تام کوچل                     |
| نود و یکمین      | ۳ ژانویه ۱۹۶۹ – ۷ سپتامبر ۱۹۶۹  | تد کندی            | مایک منزفیلد          | اکثریت ← دمکرات       | اورت دیرکسن                   | هیو اسکات                    |
| نود و یکمین      | ۲۴ سپتامبر ۱۹۶۹ – ۳ ژانویه ۱۹۷۱ | تد کندی            | مایک منزفیلد          | اکثریت ← دمکرات       | هیو اسکات                     | رابرت پی. گریفین             |
| نود و دومین      | ۳ ژانویه ۱۹۷۱ – ۳ ژانویه ۱۹۷۳   | رابرت سی. برد      | مایک منزفیلد          | اکثریت ← دمکرات       | هیو اسکات                     | رابرت پی. گریفین             |
| نود و سومین      | ۳ ژانویه ۱۹۷۳ – ۳ ژانویه ۱۹۷۵   | رابرت سی. برد      | مایک منزفیلد          | اکثریت ← دمکرات       | هیو اسکات                     | رابرت پی. گریفین             |
| نود و چهارمین    | ۳ ژانویه ۱۹۷۵ – ۳ ژانویه ۱۹۷۷   | رابرت سی. برد      | مایک منزفیلد          | اکثریت ← دمکرات       | هیو اسکات                     | رابرت پی. گریفین             |
| نود و پنجمین     | ۳ ژانویه ۱۹۷۷ – ۳ ژانویه ۱۹۷۹   | آلن کرانستون       | رابرت سی. برد         | اکثریت ← دمکرات       | هاوارد بیکر                   | تد استیونز                   |
| نود و ششمین      | ۳ ژانویه ۱۹۷۹ – ۱ نوامبر ۱۹۷۹   | آلن کرانستون       | رابرت سی. برد         | اکثریت ← دمکرات       | هاوارد بیکر                   | تد استیونز                   |
| نود و ششمین      | ۱ نوامبر ۱۹۷۹ – ۵ مارس ۱۹۸۰     | آلن کرانستون       | رابرت سی. برد         | اکثریت ← دمکرات       | تد استیونز Acting             | تد استیونز                   |
| نود و ششمین      | ۵ مارس ۱۹۸۰ – ۳ ژانویه ۱۹۸۱     | آلن کرانستون       | رابرت سی. برد         | اکثریت ← دمکرات       | هاوارد بیکر                   | تد استیونز                   |
| نود و هفتمین     | ۳ ژانویه ۱۹۸۱ – ۳ ژانویه ۱۹۸۳   | آلن کرانستون       | رابرت سی. برد         | اکثریت جمهوریخواه→    | هاوارد بیکر                   | تد استیونز                   |
| نود و هشتمین     | ۳ ژانویه ۱۹۸۳ – ۳ ژانویه ۱۹۸۵   | آلن کرانستون       | رابرت سی. برد         | اکثریت جمهوریخواه→    | هاوارد بیکر                   | تد استیونز                   |
| نود و نهمین      | ۳ ژانویه ۱۹۸۵ – ۳ ژانویه ۱۹۸۷   | آلن کرانستون       | رابرت سی. برد         | اکثریت جمهوریخواه→    | باب دول                       | آلن کی. سیمپسون              |
| یکصدمین          | ۳ ژانویه ۱۹۸۷ – ۳ ژانویه ۱۹۸۹   | آلن کرانستون       | رابرت سی. برد         | اکثریت ← دمکرات       | باب دول                       | آلن کی. سیمپسون              |
| یکصد و یکمین     | ۳ ژانویه ۱۹۸۹ – ۳ ژانویه ۱۹۹۱   | آلن کرانستون       | جرج جی. میچل          | اکثریت ← دمکرات       | باب دول                       | آلن کی. سیمپسون              |
| یکصد و دومین     | ۳ ژانویه ۱۹۹۱ – ۳ ژانویه ۱۹۹۳   | وندل اچ. فورد      | جرج جی. میچل          | اکثریت ← دمکرات       | باب دول                       | آلن کی. سیمپسون              |
| یکصد و سومین     | ۳ ژانویه ۱۹۹۳ – ۳ ژانویه ۱۹۹۵   | وندل اچ. فورد      | جرج جی. میچل          | اکثریت ← دمکرات       | باب دول                       | آلن کی. سیمپسون              |
| یکصد و چهارمین   | ۳ ژانویه ۱۹۹۵ – ۱۲ ژوئن ۱۹۹۶    | وندل اچ. فورد      | تام دشل               | اکثریت جمهوریخواه→    | باب دول                       | ترنت لات                     |
| یکصد و چهارمین   | ۱۲ ژوئن ۱۹۹۶ – ۳ ژانویه ۱۹۹۷    | وندل اچ. فورد      | تام دشل               | اکثریت جمهوریخواه→    | ترنت لات                      | دن نیکلز                     |
| یکصد و پنجمین    | ۳ ژانویه ۱۹۹۷ – ۳ ژانویه ۱۹۹۹   | وندل اچ. فورد      | تام دشل               | اکثریت جمهوریخواه→    | ترنت لات                      | دن نیکلز                     |
| یکصد و ششمین     | ۳ ژانویه ۱۹۹۹ – ۳ ژانویه ۲۰۰۱   | هری رید            | تام دشل               | اکثریت جمهوریخواه→    | ترنت لات                      | دن نیکلز                     |
| یکصد و هفتمین    | ۳ ژانویه ۲۰۰۱ – ۲۰ ژانویه ۲۰۰۱  | هری رید            | تام دشل               | اکثریت ← دمکرات       | ترنت لات                      | دن نیکلز                     |
| یکصد و هفتمین    | ۲۰ ژانویه ۲۰۰۱ – ۶ ژوئن ۲۰۰۱    | هری رید            | تام دشل               | اکثریت جمهوریخواه→    | ترنت لات                      | دن نیکلز                     |
| یکصد و هفتمین    | ۶ ژوئن ۲۰۰۱ – ۱۲ نوامبر ۲۰۰۲    | هری رید            | تام دشل               | اکثریت ← دمکرات       | ترنت لات                      | دن نیکلز                     |
| یکصد و هفتمین    | ۱۲ نوامبر ۲۰۰۲ – ۲ ژانویه ۲۰۰۳  | هری رید            | تام دشل               | Republican majority → | ترنت لات                      | دن نیکلز                     |
| یکصد و هشتمین    | ۳ ژانویه ۲۰۰۳ – ۳ ژانویه ۲۰۰۵   | هری رید            | تام دشل               | اکثریت جمهوریخواه→    | بیل فریست                     | میچ مکانل                    |
| یکصد و نهمین     | ۳ ژانویه ۲۰۰۵ – ۳ ژانویه ۲۰۰۷   | دیک دربین          | هری رید               | اکثریت جمهوریخواه→    | بیل فریست                     | میچ مکانل                    |
| یکصد و دهمین     | ۳ ژانویه ۲۰۰۷ – ۱۸ دسامبر ۲۰۰۷  | دیک دربین          | هری رید               | اکثریت ← دمکرات       | میچ مکانل                     | ترنت لات                     |
| یکصد و دهمین     | ۱۹ دسامبر ۲۰۰۷ – ۳ ژانویه ۲۰۰۹  | دیک دربین          | هری رید               | اکثریت ← دمکرات       | میچ مکانل                     | جان کایل                     |
| یکصد و یازدهمین  | ۳ ژانویه ۲۰۰۹ – ۳ ژانویه ۲۰۱۱   | دیک دربین          | هری رید               | اکثریت ← دمکرات       | میچ مکانل                     | جان کایل                     |
| یکصد و دوازدهمین | ۳ ژانویه ۲۰۱۱ – ۳ ژانویه ۲۰۱۳   | دیک دربین          | هری رید               | اکثریت ← دمکرات       | میچ مکانل                     | جان کایل                     |
| یکصد و سیزدهمین  | ۳ ژانویه ۲۰۱۳ – ۳ ژانویه ۲۰۱۵   | دیک دربین          | هری رید               | اکثریت ← دمکرات       | میچ مکانل                     | جان کورنین                   |
| یکصد و چهاردهمین | ۳ ژانویه ۲۰۱۵ – ۳ ژانویه ۲۰۱۷   | دیک دربین          | هری رید               | اکثریت جمهوریخواه→    | میچ مکانل                     | جان کورنین                   |
| یکصد و پانزدهمین | ۳ ژانویه ۲۰۱۷ – ۳ ژانویه ۲۰۱۹   | دیک دربین          | چاک شومر              | اکثریت جمهوریخواه→    | میچ مکانل                     | جان کورنین                   |
| یکصد و شانزدهمین | ۳ ژانویه ۲۰۱۹ – ۳ ژانویه ۲۰۲۱   | دیک دربین          | چاک شومر              | اکثریت جمهوریخواه→    | میچ مکانل                     | جان تون                      |
| دوره کنگره       | تاریخ                           | ویپ دمکرات         | رهبر دمکرات           | حزب در اکثریت         | رهبر جمهوریخواه               | ویپ جمهوریخواه               |